# 民主行動党 (コソボ)
民主行動党（ボスニア語: Stranka Demokratske Akcije、アルバニア語: Partia e Veprimit Demokratik e Kosovës）は、コソボの政党である。コソボにおけるボシュニャク人少数民族を代表する政党であり、ボスニア・ヘルツェゴビナの民主行動党の姉妹政党である。
2004年より政党連合Vakat連合に参加。10月24日の総選挙では、0.4%の得票率を得て、少数民族枠で1議席を獲得した。2007年11月27日の総選挙では、前回を上回る2議席を獲得した。